# Syrba
Syrba (rum. sârba, sîrba) – rumuński taniec i zarazem utwór muzyczny. Nazwa pochodzi od rumuńskiego słowa sărbătoare – oznaczające uroczystość. Tańczona w szybkim tempie (w rytmie 2/2 lub 2/4). Może przybierać formę półkolistego, kolistego kręgu tanecznego, rzędu lub tańczona w pary.
Najbardziej popularna w Rumunii  i Republice Mołdawii. Występuje również na Węgrzech, Ukrainie oraz wśród wschodnioeuropejskich Żydów, grana przez klezmerów (podobnież zaadaptowana do folkloru żydowskiego jak rumuńska hora).

## Syrba w polskim folklorze
W polskim folklorze taniec i melodia syrba znane są wśród etnicznie polskich Górali Czadeckich, którzy wyemigrowali z doliny Kisucy na Słowacji na początku XIX wieku, na Bukowinę. Syrbę zapożyczyli od Rumunów. Obrzędowość ludowa Górali Czadeckich – osadników na Bukowinie, w tym wesele, nie mogła się obyć bez popularnych bukowińskich tańców, często pochodzenia rumuńskiego lub huculskiego: m.in. harkan, cioban, kundziela, polka i syrba). Syrba była określana jako pryndki taniec.
W 1972 podczas 6. Ogólnopolskiego Festiwalu Kapel i Śpiewaków Ludowych w Kazimierzu Dolnym nad Wisłą, Polskie Radio zarejestrowało nagranie syrby. Melodię określano jako taneczną melodię ludową – wykonywała Kapela Ludowa Górali Czadeckich „Watra” przy Powiatowej Poradni Kulturalno-Oświatowej w Brzeźnicy w województwie lubuskim.
W 2006 w Wichowie (Gmina Brzeźnica) powstała Kapela „Syrba” nawiązująca do folkloru górali karpackich i Bukowiny.
Taniec syrba w swoim repertuarze posiada polski zespół folklorystyczny „Sołonczanka” z Nowego Sołońca na Bukowinie w Rumunii. Na występach zespołu prezentowane są: syrba – taniec góralski oraz syrba rumuńska.